# Æbleskiver
Æbleskiver er en dansk delikatesse hovedsageligt bestående af pandekagedej, der i en æbleskivepande er bagt i kugleform. Æbleskiver nydes lune, normalt med flormelis og syltetøj og evt. et glas gløgg eller kaffe. Da fremstillingen af æbleskiver i en æbleskivepande tager relativt lang tid, er det blevet populært af købe dybfrosne æbleskiver til opvarmning i ovnen. På trods af navnet indeholder æbleskiver i dag typisk ikke æbler.
Omkring år 1700 betegnede æbleskiver endnu tynde stykker æbler vendt i mel og æg derefter stegt i smør på en pande. Denne gamle udgave af æbleskiver er ikke udbredt i dag, men kendes stadig på Als som stegte æbleskiver.
Den moderne form for æbleskiver bagt i en æbleskivepande omtales i bogen Peters Jul (1866), hvor der også er en tegning af Pietro Krohn (forfatterens broder) af æbleskiver, der hældes ud af en æbleskivepande. Også H.C. Andersen har beskrevet æblefyldte æbleskiver i eventyret Krøblingen (1872), hvor han beretter om en julefest på en herregård. Af tilføjelsen æblefyldte ses det, at det åbenbart i 1872 ikke var en selvfølge, at æbleskiver indeholdt æbler. I Frk. Jensens kogebog fra 1901 står der dog: "Når æbleskiverne er bagte på den ene side, kan der, forinden de vendes, lægges enten lidt æblegrød, et stykke kogt æble eller rabarberkompot i hver." Muligvis skyldes den nutidige brug af ordet "æbleskive" om bagværket uden æbler, at der ved indførelsen af æbleskivepanden endnu blev fyldt æblemos i. Ordet er bibeholdt, selvom det ikke længere er almindeligt at tilsætte nogen form for æbler.
I Sønderjylland og på Ærø er det fortsat almindeligt at fylde sveskemos i æbleskiverne. Denne traditionelle æbleskive er således i familie med Berlinere, også kendt som Berliner Pfannkuchen. 

## Æbleskiver og variationer uden for Danmark
Æbleskiver kendes i Norge, særligt i den sydlige del af landet, under navnet munker. Ligesom de i Danmark traditionelt bages i æbleskivejern, bages de i Norge i munkejern, der er udformet på samme måde. Skriftlige kilder fra Norge beskriver, at munker var kendt i Arendal i Sydnorge allerede i begyndelsen af 1900-tallet. I Sverige findes munkarna også som et donut-formet bagværk, men ud over navnet er der ikke umiddelbart nogen sammenhæng til de norske munker.
De danske æbleskiver har også i Nederland et sidestykke, poffertjes, der er fladere og lidt mindre end de danske. I hele Tyskland kaldes æbleskiver også for Pförtchen eller Förtchen, i Sydslesvig / Nordfrisland for Futjes, men futjes tilberedes i friture.

## Fodnoter
1. ↑  Ifølge Westergaard 1974 s. 47 definerede sprogforskeren Matthias Moth (1649-1719) i en håndskreven ordbog fra omkring år 1700 æbleskiver som et tyndt stykke æble, dyppet i mel og æg og derefter stegt i smør i en pande (citat fra Westergaard).
2. ↑  Westergaard 1974 s. 47
3. ↑  Opslag æbleskive i Fakstorp & Boyhus 1998
4. ↑  H.C. Andersen-citatet analyseres i Nyt fra Sprognævnet - æbleskiver 1991/4, 1991, arkiveret fra originalen 11. november 2009, hentet 11. november 2009.
5. ↑  Opskrift 882, s. 269 Jensen 1901
6. ↑  Westergaard 1974 s. 45
7. ↑  Saxvik, Øystein; Brekke, Asgeir Spange (2009), Sørlandsmunker, NRK, arkiveret fra originalen 1. januar 2011, hentet 1. januar 2011
8. ↑  Opskrift på danske æbleskiver (på hollandsk) inkl. sammenligning med poffertjes (Webside ikke længere tilgængelig)

## Citerede værker
- Fakstorp, Jørgen; Boyhus, Else-Marie, red. (1998), Gastronomisk Leksikon, Nordisk Forlag, ISBN 87-00-20284-3
- Jensen, Kirsten Marie (2001), Frøken Jensens Kogebog (genoptryk af første udgave fra 1901), Gyldendalske Boghandel, Nordisk Forlag, ISBN 87-00-49946-3
- Westergaard, Erik Koed (1974), Danske Egnsretter, Lindhardt og Ringhof, ISBN 8775601524

| Mad og drikke | Spire Denne artikel om mad og drikke er en spire som bør udbygges. Du er velkommen til at hjælpe Wikipedia ved at udvide den. |